# Leberg
O Leberg é uma rua montanhosa e monte em Elst, e faz parte do município de Brakel, na província belga de Flandres Oriental . O seu cume está em 99 m de altitude, tornando-a uma das colinas mais altas da região de Zwalm, ao norte das Ardenas flamengas. A estrada tem uma superfície de asfalto e liga a cidade do vale de Elst à cidade montanhosa de Zegelsem.

## Ciclismo
A escalada é mais conhecida no ciclismo, onde ocorre regularmente nas corridas flamengas na primavera, principalmente no Tour of Flanders . O Leberg tem cerca de 700 m de comprimento e possui um gradiente médio de 6,1%, com o seu ponto mais íngreme, 14%, em uma curva à direita na parte inferior da subida. A metade superior da subida é menos íngreme, mas corre exposta através de campos e fazendas, fazendo com que o vento tenha uma influência significativa às vezes.
A escalada também é regularmente incluída no Omloop Het Nieuwsblad, Dwars door Vlaanderen, nos Três Dias de Bruges–De Panne, no Eneco Tour e no Flanders for Women .